# Lorain County
Lorain County ist ein County im Bundesstaat Ohio der Vereinigten Staaten. Der Verwaltungssitz (County Seat) ist Elyria.

## Geographie
Das County liegt im Norden von Ohio, grenzt an den Eriesee, den südlichsten der 5 Großen Seen und hat eine Fläche von 2391 Quadratkilometern, wovon 1115 Quadratkilometer Wasserfläche sind. Es grenzt im Uhrzeigersinn an folgende Countys: Cuyahoga County, Medina County, Ashland County, Huron County und Erie County.

## Geschichte
Lorain County wurde am 26. Dezember 1822 aus Teilen des Cuyahoga-, Huron- und des Medina County gebildet. Benannt wurde es nach der französischen Region Lothringen (frz.: Lorraine). Der Name wurde von Richter Herman Ely vorgeschlagen, der zuvor Lothringen besucht hatte.

### Historische Objekte
- In Oberlin befindet sich auf Nummer 207 der East College Street das historische John Mercer Langston House, das den Status einer National Historic Landmark hat.

Weitere National Historic Landmarks im County sind das Oberlin College und das Wilson Bruce Evans House. 124 Bauwerke und Stätten des Countys sind im National Register of Historic Places eingetragen (Stand 10. Mai 2018).

## Demografische Daten

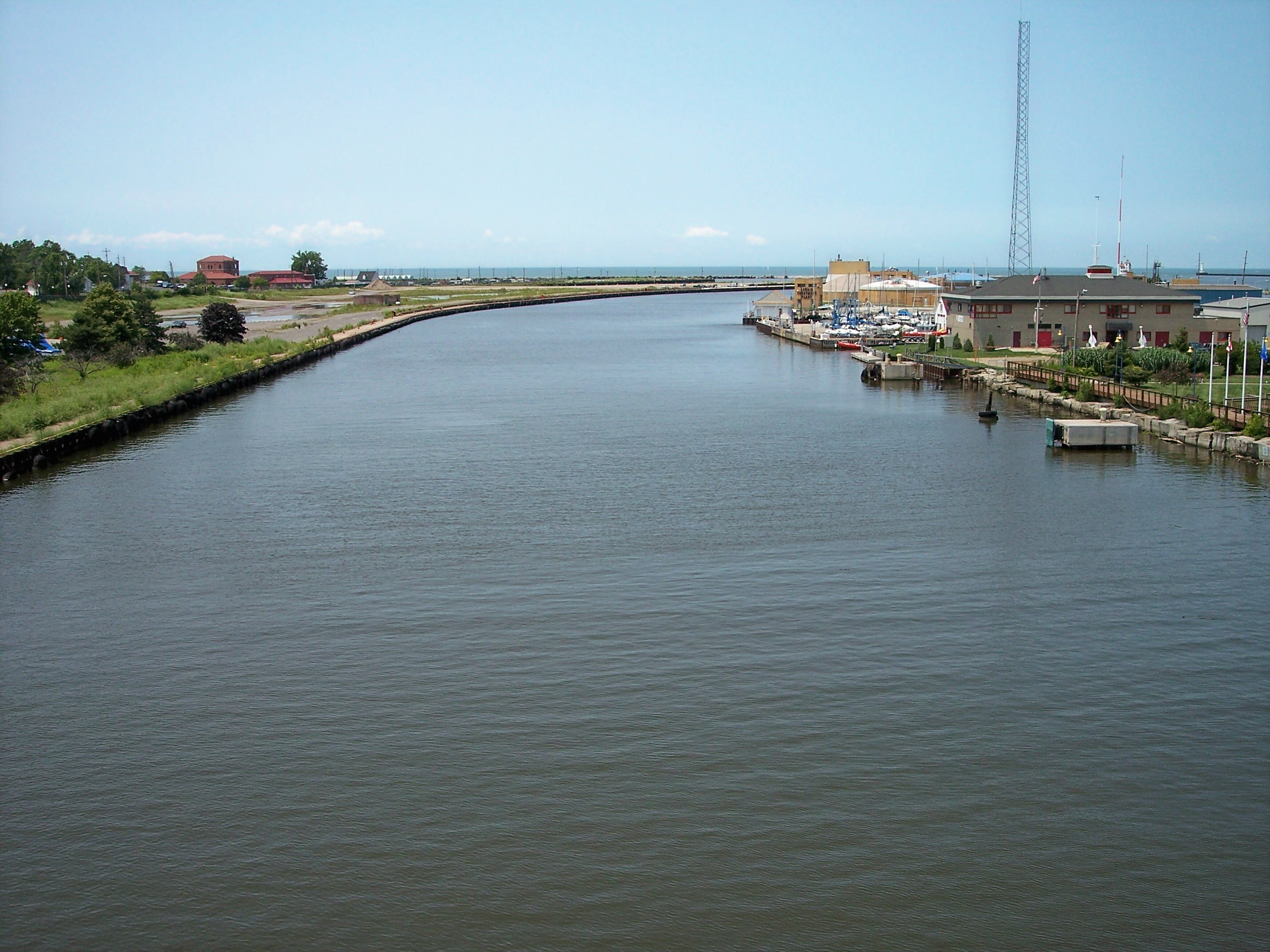
Mündung des Black River in den Eriesee

Nach der Volkszählung im Jahr 2000 lebten im Lorain County 284.664 Menschen in 105.836 Haushalten und 76.201 Familien. Die Bevölkerungsdichte betrug 223 Einwohner pro Quadratkilometer. Ethnisch betrachtet setzte sich die Bevölkerung zusammen aus 85,54 Prozent Weißen, 8,50 Prozent Afroamerikanern, 0,30 Prozent amerikanischen Ureinwohnern, 0,60 Prozent Asiaten, 0,03 Prozent Bewohnern aus dem pazifischen Inselraum und 2,87 Prozent aus anderen ethnischen Gruppen; 2,17 Prozent stammten von zwei oder mehr Ethnien ab. 6,91 Prozent der Bevölkerung waren spanischer oder lateinamerikanischer Abstammung.
Von den 105.836 Haushalten hatten 33,6 Prozent Kinder und Jugendliche unter 18 Jahre, die bei ihnen lebten. 55,2 Prozent waren verheiratete, zusammenlebende Paare, 12,6 Prozent waren allein erziehende Mütter, 28,0 Prozent waren keine Familien, 23,6 Prozent waren Singlehaushalte und in 9,2 Prozent lebten Menschen im Alter von 65 Jahren oder darüber. Die Durchschnittshaushaltsgröße betrug 2,61 und die durchschnittliche Familiengröße lag bei 3,08 Personen.
Auf das gesamte County bezogen setzte sich die Bevölkerung zusammen aus 26,2 Prozent Einwohnern unter 18 Jahren, 8,7 Prozent zwischen 18 und 24 Jahren, 29,3 Prozent zwischen 25 und 44 Jahren, 23,3 Prozent zwischen 45 und 64 Jahren und 12,5 Prozent waren 65 Jahre alt oder darüber. Das Durchschnittsalter betrug 36 Jahre. Auf 100 weibliche Personen kamen 96,3 männliche Personen. Auf 100 Frauen im Alter von 18 Jahren oder darüber kamen statistisch 93,6 Männer.
Das jährliche Durchschnittseinkommen eines Haushalts betrug 45.042 USD, das Durchschnittseinkommen der Familien betrug 52.856 USD. Männer hatten ein Durchschnittseinkommen von 39.902 USD, Frauen 26.116 USD. Das Prokopfeinkommen betrug 21.054 USD. 6,7 Prozent der Familien und 9,0 Prozent der Bevölkerung lebten unterhalb der Armutsgrenze. Davon waren 12,9 Prozent Kinder oder Jugendliche unter 18 Jahre und 6,6 Prozent waren Menschen über 65 Jahre.